# Wellington Rocha
Wellington Rocha (ur. 4 października 1990 w São Paulo) – timorski piłkarz występujący na pozycji obrońcy.

## Kariera piłkarska
Od 2010 do 2016 roku występował w Marília, Atlético Araçatuba, Santacruzense, Itapirense, Ferroviária, Cotia, Bangkok, PSIR Rembang i FC Gifu.